# Mărișel
Mărișel – wieś w Rumunii, w okręgu Kluż, w gminie Mărișel. W 2011 roku liczyła 1488 mieszkańców.